# When the Lights Go On Again
"When the Lights Go On Again (All Over the World)", är en populär sång komponerad under andra världskriget, av Bennie Benjamin, Sol Marcus och Eddie Seiler. Den första inspelningen av sången gjordes av Vaughn Monroe och den nådde förstaplaceringen på topplistorna 1943. 
Låten uttrycker förhoppningar om ett slut på kriget. Titeln är hämtad från refrängen och återfinns igenom hela låten, liksom i dess första vers:
| ” | When the lights go on again all over the world. And the boys are home again all over the world. And rain or snow is all that may fall from the skies above. A kiss won't mean "Goodbye" but "Hello to love". | „ |

Hänvisningen till orden "lights going on again" (sv: när ljusen tänds igen) anspelar på kommentaren som på svenska lyder: "Lamporna slocknar över hela Europa; vi kommer inte att se dem tända igen under vår livstid.", vilken tillskrivs den brittiska statsmannen Sir Edward Gray inför första världskriget. Titeln kan också anspela på det efterlängtade slutet på mörkläggningsrestriktionerna i London och på andra håll under andra världskriget.

## Bakgrund
Musik var en stor del av kulturen under andra världskriget och som främst spreds via rundradiosändningarna. Den fungerade som en sammanhållande faktor bland människor runt om i världen; "When the Lights Go On Again" var en av de låtar som bidrog till att hålla humöret uppe bland alla de som kämpade på olika sätt. Den berömda sångerskan Vera Lynn var mest känd för sin musik under kriget, med populära låtar som "Lili Marlene" och "Yours". 
Musik har länge använts för att bekämpa konflikter och bidra till att ytterligare förstärka konfliktlösningar, men också till att ge mer bränsle till motsättningar i vissa situationer, likt propaganda. I fallet med "When the Lights Go On Again" skrevs sången för att ge människor en känsla av hopp och lugn. De flesta är eniga om att texten var starkt inspirerad av mörkläggningen av London som infördes under blitzen, vilken varade från september 1940 till maj 1941. Mörkläggningsrestriktionerna varade fram till slutet av kriget. Det var en dyster tid för Londonborna och för resten av det brittiska folket, då det inte bara var London som attackerades under blitzen. Varje stad i Storbritannien kunde bombas när som helst, vilket resulterade i en allmän känsla av rädsla hos hela nationen. 
På grund av all ångest och rädsla som uppstod under den här tiden hos befolkningen så behövde folket ett utlopp, vilket ofta tog form i hoppfulla sånger. "When the Lights Go On Again" handlar om hur världen kommer att se ut efter kriget, något som skulle te sig mycket fjärran vid tiden, för de människor som genomgick den stressiga verkligheten att vara under attack.

## Inspelningar
Sången har spelas in av flertalet artister, däribland: Gene Autry, Joan Edwards, Vera Lynn, Lucky Millinder, Vaughn Monroe, Kay Starr och Dick Todd.